# Liste des oiseaux du Mexique
Ceci est une liste d'oiseaux endémiques ou quasi-endémiques du Mexique.
| Nom                         | Famille        | Répartition                                              | Statut UICN | Image |
| --------------------------- | -------------- | -------------------------------------------------------- | ----------- | ----- |
| Amazone à couronne lilas    | Psittacidae    | ouest                                                    |             |       |
| Amazone à joues vertes      | Psittacidae    | nord-est                                                 |             |       |
| Ariane à couronne violette  | Trochilidae    | ouest                                                    |             |       |
| Ariane à front vert         | Trochilidae    | sud                                                      |             |       |
| Ariane de Wagner            | Trochilidae    | sud                                                      |             |       |
| Ariane du Yucatan           | Trochilidae    | est                                                      |             |       |
| Bécarde du Mexique          | Tityridae      | répandu (zones élevées)                                  |             |       |
| Bruant de Botteri           | Passerellidae  | répandu                                                  |             |       |
| Bruant à épaulettes         | Passerellidae  | nord-ouest                                               |             |       |
| Bruant à moustaches         | Passerellidae  | sud-ouest                                                |             |       |
| Bruant pentaligne           | Passerellidae  | Sierra Madre occidentale                                 |             |       |
| Bruant à plastron           | Passerellidae  | sud-ouest                                                |             |       |
| Bruant à queue rousse       | Passerellidae  | sud-ouest : isthme de Tehuantepec                        |             |       |
| Bruant rayé                 | Passerellidae  | répandu (zones élevées)                                  |             |       |
| Bruant des sierras          | Passerellidae  | centre (zones élevées)                                   |             |       |
| Bruant de Worthen           | Passerellidae  | nord-est                                                 |             |       |
| Campyloptère pampa          | Trochilidae    | est                                                      |             |       |
| Campyloptère à queue large  | Trochilidae    | péninsule du Yucatán                                     |             |       |
| Cassique à ailes jaunes     | Icteridae      | ouest                                                    |             |       |
| Chevêchette du Colima       | Strigidae      | ouest                                                    |             |       |
| Chevêchette de Hoskins      | Strigidae      | péninsule de Basse-Californie                            |             |       |
| Chevêchette naine           | Strigidae      | répandu (zones élevées)                                  |             |       |
| Chevêchette des saguaros    | Strigidae      | répandu                                                  |             |       |
| Chevêchette du Tamaulipas   | Strigidae      | Sierra Madre orientale                                   |             |       |
| Colibri charmant            | Trochilidae    | sud                                                      |             |       |
| Colibri circé               | Trochilidae    | répandu                                                  |             |       |
| Colibri de Doubleday        | Trochilidae    | sud                                                      |             |       |
| Colibri d'Eliza             | Trochilidae    | péninsule du Yucatán (nord)                              |             |       |
| Colibri à gorge améthyste   | Trochilidae    | répandu (zones élevées)                                  |             | -     |
| Colibri à gorge bleue       | Trochilidae    | répandu (zones élevées)                                  |             |       |
| Colibri du Guerrero         | Trochilidae    | Sierra Madre del Sur                                     |             |       |
| Colibri héloïse             | Trochilidae    | répandu (zones élevées)                                  |             |       |
| Colibri lucifer             | Trochilidae    | répandu                                                  |             |       |
| Colibri des Marias          | Trochilidae    | îles Tres Marías                                         |             |       |
| Colibri à oreilles blanches | Trochilidae    | répandu (zones élevées)                                  |             |       |
| Colibri sombre              | Trochilidae    | sud                                                      |             |       |
| Colibri de Xantus           | Trochilidae    | péninsule de Basse-Californie                            |             |       |
| Colin arlequin              | Odontophoridae | répandu (zones élevées)                                  |             |       |
| Colin barbu                 | Odontophoridae | Sierra Madre orientale                                   |             |       |
| Colin barré                 | Odontophoridae | cordillère Néovolcanique                                 |             |       |
| Colin chanteur              | Odontophoridae | répandu                                                  |             |       |
| Colin élégant               | Odontophoridae | nord-ouest                                               |             |       |
| Colin à longue queue        | Odontophoridae | répandu (zones élevées)                                  |             |       |
| Conure à front brun         | Psittacidae    | Sierra Madre orientale                                   |             | -     |
| Conure à gros bec           | Psittacidae    | Sierra Madre occidentale                                 |             | -     |
| Conure de Socorro           | Psittacidae    | île Socorro                                              | -           |       |
| Corneille du Mexique        | Corvidae       | nord-est                                                 |             |       |
| Corneille du Sinaloa        | Corvidae       | ouest                                                    |             |       |
| Coquette du Guerrero        | Trochilidae    | Sierra Madre del Sur (versant pacifique)                 |             | -     |
| Dindon ocellé               | Phasianidae    | péninsule du Yucatán                                     |             |       |
| Dryade du Mexique           | Trochilidae    | ouest                                                    |             |       |
| Émeraude couronnée          | Trochilidae    | ouest                                                    |             |       |
| Émeraude de Cozumel         | Trochilidae    | Cozumel                                                  |             |       |
| Ermite de Hartert           | Trochilidae    | ouest                                                    |             |       |
| Évêque paré                 | Cardinalidae   | ouest et est                                             |             |       |
| Fauvine des pins            | Peucedramidae  | répandu (zones élevées)                                  |             |       |
| Geai à dos violet           | Corvidae       | nord-ouest                                               |             |       |
| Geai à face blanche         | Corvidae       | sud-ouest                                                |             |       |
| Geai à face noire           | Corvidae       | nord-ouest                                               |             |       |
| Geai du Mexique             | Corvidae       | répandu (zones élevées)                                  |             |       |
| Geai nain                   | Corvidae       | sud-est                                                  |             |       |
| Geai panaché                | Corvidae       | Sierra Madre occidentale                                 |             |       |
| Geai de San Blas            | Corvidae       | sud-ouest                                                |             |       |
| Geai des volcans            | Corvidae       | cordillère Néovolcanique                                 |             |       |
| Geai du Yucatan             | Corvidae       | péninsule du Yucatán                                     |             |       |
| Géocoucou véloce            | Cuculidae      | ouest et péninsule du Yucatán                            |             |       |
| Goéland de Cortez           | Laridae        | nord-ouest : golfe de Californie                         |             |       |
| Granatelle multicolore      | Cardinalidae   | ouest                                                    |             |       |
| Grimpar givré               | Furnariidae    | répandu (zones élevées)                                  |             |       |
| Grive aztèque               | Turdidae       | répandu (zones élevées)                                  |             |       |
| Grive roussâtre             | Turdidae       | répandu (zones élevées)                                  |             |       |
| Junco de Baird              | Passerellidae  | péninsule de Basse-Californie : sierra de La Laguna      |             |       |
| Martinet à nuque blanche    | Apodidae       | ouest                                                    |             |       |
| Merle à dos roux            | Turdidae       | répandu                                                  |             |       |
| Mésange arlequin            | Paridae        | répandu (zones élevées)                                  |             |       |
| Mésange grise               | Paridae        | répandu (zones élevées)                                  |             |       |
| Moucherolle aztèque         | Tyrannidae     | sud                                                      |             |       |
| Moucherolle des pins        | Tyrannidae     | répandu                                                  |             |       |
| Moqueur bleu                | Mimidae        | répandu                                                  |             |       |
| Moqueur cul-roux            | Mimidae        | nord                                                     |             |       |
| Moqueur gris                | Mimidae        | péninsule de Basse-Californie                            |             |       |
| Moqueur noir                | Mimidae        | péninsule du Yucatán                                     |             |       |
| Moqueur ocellé              | Mimidae        | centre/sud                                               |             |       |
| Moqueur de Socorro          | Mimidae        | île Socorro                                              |             |       |
| Motmot à tête bleue         | Momotidae      | nord-est                                                 |             |       |
| Motmot à tête rousse        | Momotidae      | ouest                                                    |             |       |
| Onoré du Mexique            | Ardeidae       | côtes                                                    |             |       |
| Oriole d'Abeillé            | Icteridae      | centre                                                   |             |       |
| Oriole d'Audubon            | Icteridae      | sud-ouest et est                                         |             |       |
| Oriole cul-noir             | Icteridae      | centre/ouest                                             |             |       |
| Oriole masqué               | Icteridae      | est et nord-ouest                                        |             |       |
| Oriole orange               | Icteridae      | péninsule du Yucatán                                     |             |       |
| Ortalide chacamel           | Cracidae       | est                                                      |             |       |
| Ortalide à ventre marron    | Cracidae       | Sierra Madre occidentale                                 |             |       |
| Ortalide de Wagler          | Cracidae       | sud-ouest                                                |             |       |
| Paruline de Belding         | Parulidae      | péninsule de Basse-Californie                            |             |       |
| Paruline à calotte rousse   | Parulidae      | répandu (zones élevées)                                  |             |       |
| Paruline de Colima          | Parulidae      | nord-est Colima (hiver)                                  |             |       |
| Paruline rouge              | Parulidae      | répandu (zones élevées)                                  |             |       |
| Passerin arc-en-ciel        | Cardinalidae   | sud-ouest                                                |             |       |
| Passerin à ventre rose      | Cardinalidae   | sud-ouest : isthme de Tehuantepec                        |             |       |
| Petit-duc du Balsas         | Strigidae      | sud-ouest                                                |             | -     |
| Petit-duc de Cooper         | Strigidae      | sud-ouest                                                |             | -     |
| Pic alezan                  | Picidae        | sud-ouest                                                |             |       |
| Pic d'Arizona               | Picidae        | Sierra Madre occidentale                                 |             | -     |
| Pic arlequin                | Picidae        | répandu                                                  |             |       |
| Pic élégant                 | Picidae        | ouest                                                    |             |       |
| Pic à front doré            | Picidae        | répandu                                                  |             |       |
| Pic impérial                | Picidae        | Sierra Madre occidentale                                 |             |       |
| Pic des saguaros            | Picidae        | nord-ouest                                               |             |       |
| Pic de Strickland           | Picidae        | centre                                                   |             | -     |
| Pic à tête grise            | Picidae        | ouest                                                    |             |       |
| Pic du Yucatan              | Picidae        | péninsule du Yucatán                                     |             |       |
| Piranga érythrocéphale      | Cardinalidae   | ouest : Sierra Madre occidentale, del Sur, de Oaxaca     |             |       |
| Piranga à gorge rose        | Cardinalidae   | péninsule du Yucatán                                     |             |       |
| Porte-éventail du Mexique   | Tityridae      | sud                                                      |             |       |
| Ptilogon cendré             | Ptilogonatidae | répandu (zones élevées)                                  |             |       |
| Quetzal oreillard           | Trogonidae     | Sierra Madre occidentale                                 |             |       |
| Quiscale de Mexico          | Icteridae      | source du Río Lerma (vallée de Mexico)                   |             |       |
| Râle du Mexique             | Rallidae       | centre                                                   |             |       |
| Sporophile à col blanc      | Thraupidae     | ouest                                                    |             |       |
| Sturnelle de Lilian         | Icteridae      | ouest                                                    | -           |       |
| Tétéma du Mexique           | Formicariidae  | sud-est                                                  |             |       |
| Tohi à calotte fauve        | Passerellidae  | répandu (zones élevées)                                  |             |       |
| Tohi à calotte rousse       | Passerellidae  | répandu (zones élevées)                                  |             |       |
| Tohi à collier              | Passerellidae  | répandu (zones élevées du sud)                           |             |       |
| Tohi à gorge blanche        | Passerellidae  | sud                                                      |             |       |
| Tohi de Kiener              | Passerellidae  | ouest                                                    |             |       |
| Tohi d'Oaxaca               | Passerellidae  | Oaxaca                                                   |             |       |
| Tohi olive                  | Passerellidae  | répandu (zones littorales)                               |             |       |
| Tohi à raies vertes         | Passerellidae  | Sierra Madre occidentale et cordillère néovolcanique     |             |       |
| Tohi roussâtre              | Passerellidae  | répandu (zones élevées)                                  |             |       |
| Toui du Mexique             | Psittacidae    | ouest                                                    |             |       |
| Tourterelle de Socorro      | Columbidae     | île Socorro                                              |             |       |
| Troglodyte à bec fin        | Troglodytidae  | sud-est                                                  |             |       |
| Troglodyte de Boucard       | Troglodytidae  | centre/sud                                               |             |       |
| Troglodyte de Clarion       | Troglodytidae  | île Clarion                                              |             |       |
| Troglodyte géant            | Troglodytidae  | sud-ouest : Chiapas                                      |             |       |
| Troglodyte joyeux           | Troglodytidae  | ouest                                                    |             |       |
| Troglodyte de Nava          | Troglodytidae  | sud-est                                                  |             |       |
| Troglodyte à nuque rousse   | Troglodytidae  | est : Veracruz                                           |             |       |
| Troglodyte du Sinaloa       | Troglodytidae  | ouest                                                    |             |       |
| Troglodyte tacheté          | Troglodytidae  | répandu (zones élevées)                                  |             |       |
| Troglodyte du Yucatan       | Troglodytidae  | péninsule du Yucatán                                     |             |       |
| Troglodyte zébré            | Troglodytidae  | cordillère Néovolcanique et Sierra Madre orientale (sud) |             |       |
| Trogon citrin               | Trogonidae     | ouest                                                    |             |       |
| Tyran flammé                | Tyrannidae     | ouest                                                    |             |       |
| Tyran du Yucatan            | Tyrannidae     | péninsule du Yucatán                                     |             |       |
| Viréo ardoisé               | Vireonidae     | sud                                                      |             |       |
| Viréo de Cozumel            | Vireonidae     | Cozumel                                                  |             |       |
| Viréo doré                  | Vireonidae     | nord-ouest                                               |             |       |
| Viréo des mangroves         | Vireonidae     | répandu (zones littorales)                               |             |       |
| Viréo nain                  | Vireonidae     | sud                                                      |             |       |
| Viréo du Yucatan            | Vireonidae     | péninsule du Yucatán (est)                               |             |       |